# Верхний Ингал
Верхний Ингал — село в Исетском районе Тюменской области России. Административный центр и единственный населённый пункт Верхнеингальского сельского поселения.

## История
До 1917 года в составе Сангульской волости Ялуторовского уезда Тобольской губернии. По данным на 1926 год деревня Верх-Ингальские Юрты состояла из 146 хозяйств. В административном отношении являлось центром Верхнеингальского сельсовета Суерского района Тюменского округа Уральской области.

## Население
| 2010 | 2012 | 2013 | 2014 | 2015 | 2016 | 2017 |
| ---- | ---- | ---- | ---- | ---- | ---- | ---- |
| 484  | ↘473 | ↗482 | ↘473 | ↗483 | ↗489 | ↘480 |
| 2018 | 2019 | 2020 | 2021 |      |      |      |
| ↘477 | ↘476 | ↘460 | ↗475 |      |      |      |

По данным переписи 1926 года в деревне проживало 737 человек (390 мужчин и 347 женщин), в том числе: сибирские татары составляли 99 % населения.
Согласно результатам переписи 2002 года, в национальной структуре населения татары составляли 91 % из 480 чел.